# 웨스트 오브 로팅
웨스트 오브 로팅(West of Loathing, WoL)은 킹덤 오브 로팅을 개발한 Asymmetric Publications에서 킹덤 오브 로팅의 세계관을 빌어서 만든 롤 플레잉 비디오 게임이다.

## 게임 플레이
킹덤 오브 로팅과 같이, 웨스트 오브 로팅은 턴제 게임으로, 막대인간 그래픽을 사용한다. 플레이어는 돌아다니면서 퀘스트를 받고, 퀘스트가 없을시엔 주변을 돌아다니면서 여러 랜덤 인카운터를 맞닥뜨릴수 있다.

## 개발과 발표
웨스트 오브 로팅은 Asymmetric Publications에서 개발하였으며, 2016년 킹덤 오브 로팅의 스핀오프 격으로 발표되었다. 그 후 스팀의 그린라이트에 등록되었고, 게임 자체는 2017년 8월 10일에 발표되었다.

## 평가
| 평가                                          |        |
| --------------------------------------------- | ------ |
| 통합 점수 통합사 점수 메타크리틱 87/100 [ 5 ] |        |
| 통합 점수                                     |        |
| 통합사                                        | 점수   |
| 메타크리틱                                    | 87/100 |